# Aaron Ward
Kontradmirał Aaron Ward (ur. 10 października 1851 w Filadelfii w stanie Pensylwania, zm. 5 lipca 1918) – oficer US Navy podczas wojny hiszpańsko-amerykańskiej. Ward przystąpił do US Naval Academy 28 września 1867 r. i ukończył ją 6 czerwca 1871 r. Spędził całą swoją karierę w wojsku. Dowodził uzbrojonym jachtem "Wasp" podczas wojny hiszpańsko-amerykańskiej. Został awansowany na komandora porucznika 3 marca 1899 r. W momencie przejścia na emeryturę 10 października 1913 r., Aaron Ward miał stopień kontradmirała.

## Wczesne lata
Urodzony w Filadelfii Ward rozpoczął naukę w United States Naval Academy 28 września 1867 r. z rangą midszypmana. Akademię ukończył 6 czerwca 1871 roku.

## Kariera
Został przydzielony do fregaty parowej USS „California” z Pacific Squadron, a 14 lipca 1872 r. został awansowany do rangi esign. Następnie służył na parowej szalupie USS „Brooklyn” we Indiach Zachodnich od 1873 do 1874 roku. Później został przeniesiony na fregatę parową USS „Franklin” z European Sation i 8 lutego 1875 r. został awansowany na mastera.
Od 1876 do 1879 r. pełnił dyżur w Naval Academy. Następnie od 1879 do 1882 brał udział w treningu eskadry morskiej na pokładzie USS „Constitution”, otrzymując awans na lejtnanta w 1881 r..
W 1885 r. Ward wykonywał różne rozkazy w Naval Torpedo Station w Newport i w New York Navy Yard. Od 1885 do 1888 stacjonował na szalupach USS Hartford i USS Monongahela na Pacyfiku. Między 1889 a 1894 r. Ward służył jako attaché morski w Paryżu, Berlinie i St. Petersburgu. Do 1894 pływał na krążowniku pancernym USS „New York” do Indii Zachodnich i Brazylii, i na krążowniku pancernopokładowym USS „San Francisco” do Morza Śródziemnego w 1896.

## Wojna hiszpańsko-amerykańska
Podczas wojny hiszpańsko-amerykańskiej, Aaron Ward dowodził uzbrojonym jachtem USS „Wasp”. Dzięki swojemu zachowaniu podczas bitwy pod Santiago de Cuba został awansowany na komandora podporucznika 3 marca 1899 roku. Następnie dowodził krążownikiem pomocniczym USS Panther w Indiach Zachodnich będąc jednocześnie dowódcą Azjatyckiej Eskadry Morskiej. Od 1901 do 1908 r. Ward dowodził kanonierkami USS „Yorktown” i USS „Don Juan de Austria” oraz krążownikiem pancernym USS „Pennsylvania”. Potem przez rok służył jako kierownik portu w Nowym Jorku zanim został doradcą sekretarza Marynarki Wojennej w 1909 roku. W 1910 r. Ward został awansowany na kontradmirała. 10 października 1913 roku kontradmirał Aaron Ward przeszedł na emeryturę.

## Śmierć
Zmarł 5 lipca 1918 roku i został pochowany na cmentarzu Green-Wood w Nowym Jorku.